# Waterpolo als Jocs Olímpics d'estiu de 1960
Als Jocs Olímpics d'Estiu de 1960 celebrats a la ciutat de Roma (Itàlia) es disputà una prova de waterpolo en categoria masculina. La competició se celebrà entre el 25 d'agost i el 3 de setembre de 1960 al Centre Aquàtic de Roma.

## Comitès participants
Hi participaren un total de 150 jugadors de 16 comitès nacionals diferents:
| - Alemanya - Austràlia - Argentina - Bèlgica - Brasil - Estats Units - França - Hongria | - Itàlia - Iugoslàvia - Japó - Països Baixos - República Àrab Unida - Romania - Sud-àfrica - Unió Soviètica |

## Resum de medalles
| Prova     | Or | Argent | Bronze |
| Waterpolo | Itàlia Amedeo Ambron · Danio Bardi · Giuseppe D'Altrui · Salvatore Gionta · Giancarlo Guerrini · Franco Lavoratori · Gianni Lonzi · Luigi Mannelli · Rosario Parmegiani · Eraldo Pizzo · Dante Rossi · Brunello Spinelli | Unió Soviètica Viktor Ageev · Givi Chikvanaia · Leri Gogoladze · Boris Goykhman · Yury Grigorovsky · Anatoly Kartashov · Vyacheslav Kurennoy · P'et're Mshveniyeradze · Vladímir Nóvikov · Yevgeny Saltsyn · Vladimir Semyonov | Hongria András Bodnár · Ottó Boros · Zoltán Dömötör · László Felkai · Dezső Gyarmati · István Hevesi · László Jeney · Tivadar Kanizsa · György Kárpáti · András Katona · János Konrád · Kálmán Markovits · Mihály Mayer · Péter Rusorán |

## Resultats

### Primera fase
Grup A
| Equip                | Pts | J | G | E | P | GF | GC |
| -------------------- | --- | - | - | - | - | -- | -- |
| Itàlia               | 6   | 3 | 3 | 0 | 0 | 21 | 8  |
| Romania              | 4   | 3 | 2 | 0 | 1 | 12 | 5  |
| República Àrab Unida | 1   | 3 | 0 | 1 | 2 | 7  | 17 |
| Japó                 | 1   | 3 | 0 | 1 | 2 | 5  | 15 |

| 25 d'agost |     |                      |
| Japó       | 3–3 | República Àrab Unida |
| Itàlia     | 4–3 | Romania              |
| 26 d'agost |     |                      |
| Romania    | 5–0 | República Àrab Unida |
| Japó       | 1–8 | Itàlia               |
| 27 d'agost |     |                      |
| Itàlia     | 9–4 | República Àrab Unida |
| Romania    | 4–1 | Japó                 |

Grup B
| Equip          | Pts | J | G | E | P | GF | GC |
| -------------- | --- | - | - | - | - | -- | -- |
| Unió Soviètica | 6   | 3 | 3 | 0 | 0 | 20 | 10 |
| Alemanya       | 4   | 3 | 2 | 0 | 1 | 15 | 9  |
| Argentina      | 1   | 3 | 0 | 1 | 2 | 7  | 14 |
| Brasil         | 1   | 3 | 0 | 1 | 2 | 7  | 16 |

| 25 d'agost     |     |           |
| Argentina      | 2–2 | Brasil    |
| Unió Soviètica | 5–4 | Alemanya  |
| 26 d'agost     |     |           |
| Alemanya       | 6–3 | Brasil    |
| 27 d'agost     |     |           |
| Unió Soviètica | 7–4 | Argentina |
| 29 d'agost     |     |           |
| Unió Soviètica | 8–2 | Brasil    |
| Alemanya       | 5–1 | Argentina |

Grup C
| Equip         | Pts | J | G | E | P | GF | GC |
| ------------- | --- | - | - | - | - | -- | -- |
| Iugoslàvia    | 6   | 3 | 3 | 0 | 0 | 15 | 4  |
| Països Baixos | 3   | 3 | 1 | 1 | 1 | 9  | 8  |
| Sud-àfrica    | 3   | 3 | 1 | 1 | 1 | 7  | 12 |
| Austràlia     | 0   | 3 | 0 | 0 | 3 | 7  | 14 |

| 25 d'agost    |     |               |
| Iugoslàvia    | 2–1 | Països Baixos |
| Sud-àfrica    | 3–2 | Austràlia     |
| 26 d'agost    |     |               |
| Països Baixos | 5–3 | Austràlia     |
| 27 d'agost    |     |               |
| Iugoslàvia    | 7–1 | Sud-àfrica    |
| 29 d'agost    |     |               |
| Països Baixos | 3–3 | Sud-àfrica    |
| Iugoslàvia    | 6–2 | Austràlia     |

Grup D
| Equip        | Pts | J | G | E | P | GF | GC |
| ------------ | --- | - | - | - | - | -- | -- |
| Hongria      | 6   | 3 | 3 | 0 | 0 | 27 | 9  |
| Estats Units | 4   | 3 | 2 | 0 | 1 | 17 | 13 |
| França       | 2   | 3 | 1 | 0 | 2 | 10 | 23 |
| Bèlgica      | 0   | 3 | 0 | 0 | 3 | 8  | 17 |

| 26 d'agost   |      |              |
| Bèlgica      | 2–3  | França       |
| Hongria      | 7–2  | Estats Units |
| 27 d'agost   |      |              |
| Estats Units | 10–4 | França       |
| Hongria      | 9–4  | Bèlgica      |
| 29 d'agost   |      |              |
| Estats Units | 5–2  | Bèlgica      |
| Hongria      | 11–3 | França       |

### Semifinals
Es mantingueren els punts dels equips que ja s'haguessin enfrontat anteriorment i es disputaren únicament els que encara no ho havien fet entre ells dins el mateix grup.
Grup 1
| Equip          | Pts | J | G | E | P | GF | GC |
| -------------- | --- | - | - | - | - | -- | -- |
| Itàlia         | 6   | 3 | 3 | 0 | 0 | 9  | 3  |
| Unió Soviètica | 4   | 3 | 2 | 0 | 1 | 8  | 8  |
| Romania        | 1   | 3 | 0 | 1 | 2 | 8  | 10 |
| Alemanya       | 1   | 3 | 0 | 1 | 2 | 7  | 11 |

| 30 d'agost     |     |          |
| Unió Soviètica | 3–2 | Romania  |
| Itàlia         | 3–0 | Alemanya |
| 31 d'agost     |     |          |
| Romania        | 3–3 | Alemanya |
| Unió Soviètica | 0–2 | Itàlia   |

Grup 2
| Equip         | Pts | J | G | E | P | GF | GC |
| ------------- | --- | - | - | - | - | -- | -- |
| Iugoslàvia    | 6   | 3 | 3 | 0 | 0 | 10 | 4  |
| Hongria       | 4   | 3 | 2 | 0 | 1 | 11 | 5  |
| Estats Units  | 2   | 3 | 1 | 0 | 2 | 11 | 19 |
| Països Baixos | 0   | 3 | 0 | 0 | 3 | 8  | 12 |

| 30 d'agost    |     |               |
| Hongria       | 3–1 | Països Baixos |
| Iugoslàvia    | 6–2 | Estats Units  |
| 1 de setembre |     |               |
| Països Baixos | 6–7 | Estats Units  |
| Hongria       | 1–2 | Iugoslàvia    |

### Fase Final
Es mantingueren els punts dels equips que ja s'haguessin enfrontat anteriorment i es disputaren únicament els que encara no ho havien fet entre ells dins el mateix grup.
| Equip          | Pts | J | G | E | P | GF | GC |
| -------------- | --- | - | - | - | - | -- | -- |
| Itàlia         | 5   | 3 | 2 | 1 | 0 | 7  | 4  |
| Unió Soviètica | 3   | 3 | 1 | 1 | 1 | 7  | 8  |
| Hongria        | 2   | 3 | 0 | 2 | 1 | 7  | 8  |
| Iugoslàvia     | 2   | 3 | 1 | 0 | 2 | 6  | 7  |

| 2 de setembre  |     |            |
| Unió Soviètica | 3–3 | Hongria    |
| Itàlia         | 2–1 | Iugoslàvia |
| 3 de setembre  |     |            |
| Unió Soviètica | 4–3 | Iugoslàvia |
| Itàlia         | 3–3 | Hongria    |